# La noche D
La noche D fue un programa de televisión de España producido por RTVE que se emitió en La 1 desde el 26 de enero de 2021 hasta el 5 de julio de 2022.

## Formato
La noche D es un programa de entretenimiento presentado en sus dos primeras ediciones por el cómico y actor Dani Rovira, y por Eva Soriano en la tercera temporada, en el prime time de La 1.  Cuenta con un plantel de colaboradores muy conocidos en la televisión que tienen diversas personalidades y que opinan sobre distintas historias o noticias de actualidad. Entre los colaboradores fijos están los actores Antonio Resines, Pepe Viyuela, Cristina Medina, el músico y guionista David Perdomo y Lara Ruiz. Además, en el programa se pueden ver sketches humorísticos, reportajes sobre temas muy variados y se entrevistan a diversas personalidades en cada entrega.
El espacio está producido por The Good Mood Productions y The Pool para RTVE y cuenta con Daniel Écija y Andrés Varela como productores ejecutivos.
En la segunda edición los colaboradores Antonio Resines, Pepe Viyuela, Cristina Medina y Lara Ruiz dejaron el programa, siendo sustituidos por el actor Edu Soto y las actrices Silvia Abril y Mariam Hernández.
En la tercera edición tanto el presentador como los colaboradores fueron totalmente renovados, tras la marcha de Dani Rovira asumió el cargo de presentadora Eva Soriano y los nuevos colaboradores pasarían a ser Chenoa, Florentino Fernández y Leo Harlem. Desde el séptimo programa Chenoa se ausentó del programa debido a su enlace, siendo susitutida a partir del octavo programa por María Peláe.

## Equipo

### Presentador
| Edición     | 1    | 2         | 3    |
| Año         | 2021 | 2021-2022 | 2022 |
| ----------- | ---- | --------- | ---- |
| Dani Rovira |      |           |      |
| Eva Soriano |      |           |      |

### Colaboradores
Colaborador fijo
     Colaborador suplente (en 1 o más programas)
| Edición              | 1    | 2         | 3    |
| Año                  | 2021 | 2021-2022 | 2022 |
| -------------------- | ---- | --------- | ---- |
| Cristina Medina      |      |           |      |
| Antonio Resines      |      |           |      |
| Pepe Viyuela         |      |           |      |
| Lara Ruiz            |      |           |      |
| David Perdomo        |      |           |      |
| Silvia Abril         |      |           |      |
| Edu Soto             |      |           |      |
| Mariam Hernández     |      |           |      |
| Chenoa               |      |           |      |
| Florentino Fernández |      |           |      |
| Leo Harlem           |      |           |      |

#### Colaborador suplente
| Edición         | 1    | 2         | 3    |
| Año             | 2021 | 2021-2022 | 2022 |
| --------------- | ---- | --------- | ---- |
| Comandante Lara |      |           |      |
| María Peláe     |      |           |      |

## Episodios y audiencias
| Temporada | Temporada | Episodios | Estreno               | Final               | Audiencia media | Audiencia media | Audiencia media |
| Temporada | Temporada | Episodios | Estreno               | Final               | Espectadores    | Cuota           |                 |
| --------- | --------- | --------- | --------------------- | ------------------- | --------------- | --------------- | --------------- |
|           | 1         | 10        | 26 de enero de 2021   | 30 de marzo de 2021 | 1 219 000       | 10,2%           |                 |
|           | 2         | 10        | 26 de octubre de 2021 | 11 de enero de 2022 | 983 000         | 8,8%            |                 |
|           | 3         | 10        | 3 de mayo de 2022     | 5 de julio de 2022  | 802 000         | 7,5%            |                 |
| Total     | Total     | 30        | 26 de enero de 2021   | 5 de julio de 2022  | 1 001 000       | 8,8%            |                 |

### Temporada 1 (2021)
| N.º (prog.) | N.º (temp.) | Título                      | Invitados o invitadas | Fecha de emisión      | Audiencia         |
| ----------- | ----------- | --------------------------- | --- | --------------------- | ----------------- |
| 1           | 1           | «La noche D... Amor»        | Silvia Abril, Macarena García, Belén Cuesta y Anna Castillo                                                                                         | 26 de enero de 2021   | 1 327 000 (9,7%)  |
| 2           | 2           | «La noche D... Felicidad»   | Pablo Chiapella, Laura Sánchez, Ibai Llanos y Florentino Fernández                                                                                  | 2 de febrero de 2021  | 1 357 000 (10,7%) |
| 3           | 3           | «La noche D... Éxito»       | Imanol Arias, Ana Milán y Hiba Abouk | 9 de febrero de 2021  | 1 198 000 (8,9%)  |
| 4           | 4           | «La noche D... Humor»       | David Broncano, Ana Morgade, Anabel Alonso, Rosario Pardo, Berto Romero, Josema Yuste, Millán Salcedo, Luis Lara y Raúl Pérez Ortega                | 16 de febrero de 2021 | 1 286 000 (11,4%) |
| 5           | 5           | «La noche D... Placeres»    | Leo Harlem, Paula Vázquez, Boris Izaguirre, José Corbacho y Raquel Meroño                                                                           | 23 de febrero de 2021 | 1 041 000 (9,6%)  |
| 6           | 6           | «La noche D... Primera vez» | Loles León, Los Morancos, Candela Peña, Secun de la Rosa y Yolanda Ramos                                                                            | 2 de marzo de 2021    | 1 288 000 (10,7%) |
| 7           | 7           | «La noche D... Sueños»      | Alejo Sauras, Fele Martínez, Cristina Plazas, Joaquín Reyes, Julián López, Toni Acosta, Sara Sálamo y Pepón Nieto                                   | 9 de marzo de 2021    | 1 082 000 (9,3%)  |
| 8           | 8           | «La noche D... Colegas»     | Javier Cámara, James Rhodes, Ernesto Sevilla, Pablo Chiapella, Eva Isanta, Daniel Guzmán y María Castro                                             | 16 de marzo de 2021   | 1 074 000 (9,6%)  |
| 9           | 9           | «La noche D... La Tele»     | Florentino Fernández, Santiago Segura, Emilio Aragón, Karra Elejalde, Antonio de la Torre y Mercedes Milá                                           | 23 de marzo de 2021   | 1 242 000 (11,1%) |
| 10          | 10          | «La noche D... Fiesta»      | Hugo Silva, Asier Etxeandía, Lolita Flores, Francis Lorenzo, Fernando Tejero, Ion Aramendi, Rafa Méndez, Sandra Cervera, Lola Índigo y Alejo Stivel | 30 de marzo de 2021   | 1 299 000 (10,8%) |

### Temporada 2 (2021-2022)
| N.º (prog.) | N.º (temp.) | Título                             | Invitados o invitadas | Fecha de emisión        | Audiencia        |
| ----------- | ----------- | ---------------------------------- | --- | ----------------------- | ---------------- |
| 1           | 11          | «La noche D... La Suerte»          | Pedro Almodóvar, Penélope Cruz, Ana Guerra, Marcelo Vieira, Natalia Verbeke, Carlos Latre y Clarice Alves                      | 26 de octubre de 2021   | 954 000 (9,5%)   |
| 2           | 12          | «La noche D... Tierra trágame»     | Mercedes Milá, Jorge Lorenzo, Carlos Santos, La Terremoto de Alcorcón, Javier Bardem, Fernando León de Aranoa y Mikel Erentxun | 2 de noviembre de 2021  | 858 000 (8,4%)   |
| 3           | 13          | «La noche D... Hits»               | Pepe Rodríguez, Ona Carbonell, Antonio Molero, Elena Furiase, Melani Olivares y Los del Río                                    | 9 de noviembre de 2021  | 1 002 000 (8,8%) |
| 4           | 14          | «La noche D... Venirse arriba»     | Chenoa, Florentino Fernández, Patricia Conde, Bibiana Fernández, Paco Tous y Sandra Sánchez                                    | 16 de noviembre de 2021 | 953 000 (9,3%)   |
| 5           | 15          | «La noche D... Perdiendo el norte» | Rossy de Palma, Esther Arroyo, Mario Vaquerizo, Carmina Barrios y Álvaro Urquijo                                               | 23 de noviembre de 2021 | 927 000 (8,5%)   |
| 6           | 16          | «La noche D... Pecados»            | Ana Morgade, Adriana Torrebejano, Soraya Arnelas, Raúl Arévalo, Inma Cuesta y Miguel Ríos                                      | 30 de noviembre de 2021 | 890 000 (8,4%)   |
| 7           | 17          | «La noche D... Celebración»        | Miki Nadal, Juanma Castaño, José Mercé, María Peláe, Edurne y Antonio Banderas                                                 | 14 de diciembre de 2021 | 1 035 000 (9,7%) |
| 8           | 18          | «La noche D... Navidad»            | Paco León, Miren Ibarguren, Belén Rueda, José Coronado y Omar Montes                                                           | 25 de diciembre de 2021 | 973 000 (7,0%)   |
| 9           | 19          | «La noche D... Risas»              | Jordi Sánchez, Cristina Castaño, Manolo Sarria, Santi Rodríguez y Jandro                                                       | 4 de enero de 2022      | 1 160 000 (9,2%) |
| 10          | 20          | «La noche D... Última»             | Ana Milán, José Corbacho, Toni Acosta, David Bustamante y Antonio Orozco                                                       | 11 de enero de 2022     | 1 073 000 (9,4%) |

### Temporada 3 (2022)
| N.º (prog.) | N.º (temp.) | Título                        | Invitados o invitadas | Fecha de emisión    | Audiencia         |
| ----------- | ----------- | ----------------------------- | --- | ------------------- | ----------------- |
| 1           | 21          | «La noche D... Bodas»         | Paz Padilla, Bibiana Fernández, Lorenzo Caprile, Malú, Jaime Lorente y Yon González                                                    | 3 de mayo de 2022   | 873 000 (7,6%)    |
| 2           | 22          | «La noche D... Eurovisión»    | Laura Pausini, Chanel, Massiel, Azúcar Moreno, Rosa López, David Fernández, Daniel Diges y Soraya Arnelas                              | 10 de mayo de 2022  | 735 000 (8,0%)    |
| 3           | 23          | «La noche D...Chanel»         | Chanel, Palomo Spain, Tony Aguilar, Julia Varela, Alaska, David Civera, Exon Arcos, Josh Huerta, Pol Soto, Raquel Caurin y María Pérez | 17 de mayo de 2022  | 1 196 000 (10,9%) |
| 4           | 24          | «La noche D...Shows»          | Ana Obregón, Malena Alterio, Santi Millán, Toni Acosta, Isabel Gemio y Martita de Graná                                                | 24 de mayo de 2022  | 759 000 (7,0%)    |
| 5           | 25          | «La noche D...Comer»          | Miguel Ángel Muñoz, Adriana Torrebejano, Ana Morgade, WRS, Martín Berasategui y David de Jorge                                         | 31 de mayo de 2022  | 665 000 (5,8%)    |
| 6           | 26          | «La noche D...Estrellas»      | Santiago Segura, Jedet, Adriana Ugarte, Rubén Cortada y Daniel Guzmán                                                                  | 7 de junio de 2022  | 758 000 (6,8%)    |
| 7           | 27          | «La noche D... Mentiras»      | La Terremoto de Alcorcón, Norma Duval, Antonio Carmona, Maxi Iglesias y Jandro                                                         | 14 de junio de 2022 | 810 000 (7,7%)    |
| 8           | 28          | «La noche D... Concursos»     | Mayra Gómez Kemp, Paula Vázquez, Jordi Hurtado, Pablo Puyol, José Corbacho y Xavier Sardà                                              | 21 de junio de 2022 | 793 000 (7,4%)    |
| 9           | 29          | «La noche D... Estar de Moda» | Arturo Valls, David Bustamante, Pablo Chiapella y Martina Klein                                                                        | 28 de junio de 2022 | 698 000 (6,8%)    |
| 10          | 30          | «La noche D... Orgullo»       | Rodrigo Vázquez, Mario Vaquerizo, Raúl Gómez, Agatha Ruiz de la Prada, Julio Iglesias Jr., Edurne y NIA                                | 5 de julio de 2022  | 729 000 (6,8%)    |

## Secciones

### Documentos P.V.
En esta sección Pepe Viyuela entrevista a celebridades.
 Temporada 1 (2021)
| N.º (prog.) | N.º (temp.) | Entrevistado                  | Fecha de emisión      |
| ----------- | ----------- | ----------------------------- | --------------------- |
| 1           | 1           | «Joaquín Sabina»              | 26 de enero de 2021   |
| 2           | 2           | «Carmen Lomana»               | 2 de febrero de 2021  |
| 3           | 3           | «Rosa Villacastín»            | 9 de febrero de 2021  |
| 4           | 4           | «Miguel Ríos»                 | 23 de febrero de 2021 |
| 5           | 5           | «María Galiana»               | 2 de marzo de 2021    |
| 6           | 6           | «María Barranco y Jorge Sanz» | 16 de marzo de 2021   |
| 7           | 7           | «Mayra Gómez Kemp»            | 23 de marzo de 2021   |

### Resines de barrio
En esta sección Antonio Resines repasa los momentos más importantes del panorama español, dependiendo del tema principal de cada semana.
 Temporada 1 (2021)
| N.º (prog.) | N.º (temp.) | Título                                                  | Fecha de emisión      |
| ----------- | ----------- | ------------------------------------------------------- | --------------------- |
| 1           | 1           | «Las tres parejas más importantes en películas»         | 26 de enero de 2021   |
| 2           | 2           | «Los tres momentos más felices de España»               | 2 de febrero de 2021  |
| 3           | 3           | «Las tres personalidades más importantes de España»     | 9 de febrero de 2021  |
| 4           | 4           | «Los tres actores más importantes de comedia de España» | 16 de febrero de 2021 |
| 5           | 5           | «Las tres películas más placenteras de España»          | 23 de febrero de 2021 |
| 6           | 6           | «Las mejores categorías de los Premios Goya en España»  | 9 de marzo de 2021    |
| 7           | 7           | «Los grandes de la pequeña pantalla»                    | 23 de marzo de 2021   |
| 8           | 8           | «Los mejores momentos de La noche D»                    | 30 de marzo de 2021   |

### La invitación
En esta sección el presentador, Dani Rovira, invita de una forma peculiar al cantante de esa semana.
 Temporada 1 (2021)
| N.º (prog.) | N.º (temp.) | Invitado         | Fecha de emisión     |
| ----------- | ----------- | ---------------- | -------------------- |
| 1           | 1           | «Pablo López»    | 26 de enero de 2021  |
| 2           | 2           | «Antonio Orozco» | 2 de febrero de 2021 |
| 3           | 3           | «Vanesa Martín»  | 9 de febrero de 2021 |

## Nota
1. ↑  Jordi Évole, María Teresa Campos, Andreu Buenafuente e Iñaki Gabilondo protagonizaron un vídeo como invitados estelares.[3]